# 佐藤胖
佐藤 胖（さとう ゆたか、1896年（明治29年）1月31日 - 没年不明）は、日本の会社役員、一級建築士。三井建設の常務。科学技術庁長官、内閣官房長官等を歴任した衆議院議員中川秀直の実父。衆議院議員中川俊直の祖父。

## 人物
静岡県駿東郡小山町出身。太市の四男。東京工業学院卒業。富士瓦斯紡績、三榮組に勤務。1921年、島藤に転じ1930年、調査部長。1940年、監査役。1945年、島藤建設取締役兼営業部長。1946年、日本建築学会常議員に挙げられた。
宗教は真宗。趣味は文学、旅行、読書、スポーツ。住所は東京牛込区（現新宿区）新小川町

## 家族・親族
佐藤家
- 父・太市[3]
- 妻・美喜子（1902年 - ?、静岡、安藤彌三郎の二女）[1][5]
- 長男（1923年 - ?、三菱電機社員）[4]
- 二女（1927年 - ）[5]
- 二男（1930年 - ）[5]
- 三男（1935年 - ）[5]